# Laure Blanc-Féraud
Laure Blanc-Féraud (* 27. August 1963) ist eine französische Mathematikerin. Ihr Forschungsschwerpunkt liegt im Bereich der Bildverarbeitung.

## Leben
Laure Blanc-Féraud studierte Mathematik und Automatisierungstechnik an der Universität Paris-Dauphine und erwarb dort 1986 einen Master. 1989 verteidigte sie ihre Doktorarbeit an der Universität Nizza Sophia-Antipolis. Dort habilitierte sie sich im Jahr 2000.
Von 1989 bis 1990 arbeitete sie bei Thomson Sintra ASM an einem Sonargerät und wurde 1990 Forscherin am Centre national de la recherche scientifique (CNRS). Sie hat sich auf dreidimensionale bildgebende Verfahren für die Medizin spezialisiert. Sie ist Forschungsdirektorin am CNRS, angegliedert an das Laboratoire d'Informatique, Signaux et Systèmes (I3S) der Universität Côte d’Azur in Sophia Antipolis. Seit 2019 ist sie Inhaberin des Lehrstuhls am Institut national interdisciplinaire d'intelligence artificielle Côte d’Azur (3IA Côte d’Azur).

## Preise und Auszeichnungen
- 2013: Michel-Monpetit-Preis der Académie des sciences[3]

- 2015: Ritter der Ehrenlegion[4]

- 2022: IEEE Fellow[5]

- 2023: Silbermedaille des CNRS[6]

- 2024: Offizier des Ordre national du Mérite[7]